# Будівля уряду провінції Місьйонес
Будівля уряду провінції Місьйонес (ісп. Casa de Gobierno de Misiones, також ісп. La Rosadita) — резиденція (осідок) виконавчої влади провінції Місьйонес в Аргентині. Культурна спадщина провінції (1969) і національна історична пам'ятка Аргентини (2005).

## Історія
У 1882 р. тодішній губернатор Національної території Місьйонес Рудесіндо Рока придбав у Еладіо Гуесалаги (ісп. Eladio Guesalaga) нерухомість, де працював цукровий завод, для перебудови під будівлю провінційного уряду. 
Роботи з перепланування виконував італійський інженер Джованні Кола між 1882 і 1883 роками. План будівлі був розроблений із приміщеннями, які оточують два внутрішні дворики з садами. У ньому є галереї з коринфськими колонами. Характерний стиль споруди відомий як еклектичний. Переплановану одноповерхову будівлю здано в експлуатацію 7 квітня 1883 року.
2005 року декретом президента Нестора Кіршнера будівля отримала статус національної історичної пам'ятки Аргентини.